# Kakute
Kakute (z jap. rogata dłoń) zwane czasem kakushi (z jap. rogaty palec), kakuwa (z jap. rogaty pierścień), takanotsume (z jap. szpon jastrzębia)  to broń wywodząca się z Japonii. Jest klasyfikowana jako broń pomocnicza, a czasem jako broń ukryta.

## Budowa
Kakute jest pierścieniem z wystającymi kolcami. W zależności od wariantu miał jeden kolec (jap. senriki), dwa kolce (jap. shihontsuno), trzy kolce (jap. sanbotsuno), cztery kolce (jap. shihontsuno) lub pięć kolców (jap. gohontsuno). Ciekawym wariantem jest temanriki (z jap. ręka-imadło lub ręka o sile dziesięciu tysięcy). O ile średnica pierścienia w innych wariantach nie może się zmieniać, tenriki jest paskiem blachy wygiętym w okrąg, którego zaostrzone końce wygięte są pod kątem prostym na zewnątrz, tak, że tworzą dwa kolce. Regulacja następuje przez zwiększenie lub zmniejszenie odległości między kolcami. Czasem oprócz podstawowych kolców kakute miało dodatkowy kolec po przeciwnej stronie pierścienia.

## Wykorzystanie
Kakute służyło do chwytania i uciskania. Noszone było kolcami do wewnątrz dłoni. W rzadkich przypadkach kolce skierowane na zewnątrz mogły służyć do uderzeń. Rolą kakute było wzmocnienie ucisku szczególnie na dłonie, nadgarstki i gardło, oraz wywołanie silnego bólu dekoncentrującego przeciwnika, co umożliwiało wykonanie innej techniki.
Wersje posiadające dodatkowe kolce po przeciwnej stronie pierścienia mogły służyć do ucisków i uderzeń bez konieczności obracania pierścienia.
Kakute było noszone zazwyczaj na środkowym palcu, a w przypadku noszenia dwóch pierścieni jeden z nich noszony był na kciuku, a drugi na palcu wskazującym lub środkowym. 
Użycie kakute obejmował program następujących szkół jiu-jitsu:
- Seigo
- Nanban Ippon
- Shindo Tenshin (do dziś)